# Dan Dare: Pilot of the Future
Dan Dare: Pilot of the Future è un videogioco d'avventura dinamica a piattaforme del 1986 pubblicato dalla Virgin Games per Amstrad CPC, Commodore 64 e ZX Spectrum. È basato sul fumetto britannico Dan Dare. Il videogioco è considerevolmente differente su ogni computer per il quale è stato pubblicato.
Al videogioco sono seguiti Dan Dare II: Mekon's Revenge e Dan Dare III: The Escape.
Nei manuali originali è dedicato alla memoria dell'autore del fumetto, Frank Hampson, che era scomparso l'anno precedente.

## Trama
La trama è introdotta dal manuale e dal breve fumetto allegato alle edizioni originali. L'alieno Mekon, capo dei Treen (sorta di omini verdi) e storico nemico del colonnello Dan Dare, annuncia il suo piano di ricatto per conquistare il mondo. Sta inviando un grande asteroide, con una base di comando costruita all'interno, in collisione contro la Terra. Il pianeta verrà distrutto e meno che i terrestri si arrendano, solo in tal caso Mekon fermerà l'asteroide con l'autodistruzione. Dan Dare parte con l'astronave Anastasia, insieme al commilitone Digby e alla professoressa Peabody, per raggiungere l'asteroide, introdursi nel complesso sotterraneo e fermare la minaccia.
A questo punto ci sono varianti a seconda della versione:
- Amstrad CPC: Peabody fa scendere Dan e Digby sull'asteroide, ma Digby viene catturato dai Treen mentre copre la fuga di Dan. Questi nell'asteroide deve trovare le componenti di un ponte per superare una voragine, oltre la quale si trovano Digby prigioniero da liberare e il meccanismo di autodistruzione da attivare. Infine i due devono fuggire con un razzo di Mekon.
- Commodore 64: tutta la squadra atterra e si divide, Dan con l'animale domestico alieno Stripey, e Digby con Peabody. Questi ultimi però vengono catturati dai Treen. Dan deve anzitutto trovarli e liberarli dalle rispettive celle. Poi deve fermare l'asteroide, attivando un grosso laser e sfruttando dei deflettori per fargli distruggere i computer di controllo. Dopo un duello finale con Mekon dovrà tornare all'Anastasia prima dell'autodistruzione dell'asteroide.
- ZX Spectrum: Dan scende da solo sull'asteroide mentre Digby lo aspetta al comando dell'Anastasia (Peabody non viene più menzionata). All'interno del complesso Dan deve trovare le componenti del sistema di autodistruzione, assemblarle nel relativo pannello, e infine uscire per farsi recuperare sull'Anastasia, non necessariamente nello stesso punto dove era sceso, prima che avvenga l'autodistruzione.

## Modalità di gioco
Il giocatore controlla Dan Dare dalla superficie dell'asteroide alle profondità della base sotterranea. Lo scenario è bidimensionale visto in sezione ed è un labirinto di stanze a piattaforme, composto da molte schermate contigue in orizzontale e verticale. Lo scenario dev'essere esplorato, affrontando anche le guardie Treen, per completare gli obiettivi prima che scada il tempo e infine fuggire prima dell'autodistruzione.

### Amstrad CPC e ZX Spectrum
Le versioni Amstrad CPC e ZX Spectrum sono concettualmente abbastanza simili tra loro, sebbene con conformazione degli scenari completamente diversa.
In questi casi si tratta di un tipico gioco a piattaforme e sparatutto, con la componente di avventura limitata all'esplorazione.
Dan può correre a destra e sinistra, andare su e giù lungo ascensori antigravità che fanno fluttuare i personaggi, saltare, abbassarsi per schivare colpi, e sparare con un fucile laser.
Si combatte contro Treen armati di laser e contro postazioni di fuoco automatiche. Dan ha una barra dell'energia e quando la esaurisce perde i sensi e viene catturato, oppure può essere catturato direttamente se raggiunto dai Treen. Si riprende in una cella, dalla quale però ha la possibilità di fuggire, subendo una perdita del tempo a disposizione.
Si devono trovare, raccogliere e portare uno alla volta dei componenti in una specifica stanza. Man mano che vengono assemblati, nello scenario si aprono passaggi per accedere ad altre zone dove sono gli altri componenti. Su Amstrad i componenti sono le quattro parti di un ponte per arrivare a Digby e al sistema di autodistruzione, su Spectrum sono le cinque parti del pannello di controllo del sistema di autodistruzione.
Su Spectrum si possono trovare ricariche dell'arma, che ha munizioni limitate, e ricariche dell'energia. Su Amstrad il laser è illimitato e può sparare anche inclinato verso l'alto.

### Commodore 64
La versione Commodore 64 differisce molto dalle altre due ed è più spinta verso l'avventura, con l'utilizzo di oggetti e azioni particolari per la risoluzione di rompicapo. Ha anche un formato più vicino a quello del fumetto di origine e un personaggio che combatte perlopiù disarmato.
Dan può camminare a destra e sinistra e andare su e giù sulle scale. Altre azioni possono essere eseguibili con il pulsante del joystick in base alla situazione:
- Si ha una scorta limitata di granate, lanciabili in avanti, in su o in giù, ma utilizzabili solo sulla superficie dell'asteroide e nella battaglia finale.
- Le guardie Treen sono disarmate e in caso di incontro ravvicinato con uno di loro si entra in una modalità picchiaduro a pugni: Dan può tenere la guardia alta o bassa e sferrare pugni alti o bassi, mentre appaiono barre con le energie vitali dei due contendenti.
- Quando Dan si trova accanto a una porta o a un luogo dove si può fare qualcosa di specifico, come usare un oggetto, compaiono didascalie che lo segnalano e si può aprire un menù di testo dove si scorrono una alla volta le azioni disponibili. Un'altra didascalia descrive il risultato dell'azione scelta.

Dan viene sempre seguito autonomamente da Stripey, animaletto alieno con proboscide, che di tanto in tanto si appallottola e rimbalza. Perlopiù è solo decorativo, ma in almeno un'occasione ha un ruolo utile nell'avventura.
Lo scenario si può dividere in quattro parti con diversi obiettivi:
1. la superficie, dove si devono trovare gli ingressi alla base (ne basta uno per entrare, ma ne servono tre per far fuggire poi tutti i compagni).
2. la zona delle prigioni, dove trovare le due celle con Digby e Peabody e le carte per aprirle.
3. la zona con il grosso laser, dove orientare i deflettori sparsi in varie stanze per distruggere con il raggio tre computer di controllo.
4. la stanza dello scontro finale con Mekon, da eliminare con le granate; sebbene queste siano anche un'alternativa per combattere i Treen in superficie, in buona parte vanno risparmiate altrimenti non si potrà vincere questo scontro[3]. Battuto Mekon, si deve fuggire all'esterno prima dell'autodistruzione.

La sconfitta avviene per esaurimento del tempo o dell'energia.

## Sviluppo
Dan Dare fu sviluppato dalla Gang of Five, la squadra di sviluppo interna della Virgin Games. Il fumetto di Dan Dare ebbe una seconda ripresa di popolarità nel Regno Unito nei primi anni '80, ma lo stile estetico del videogioco si ispirò al personaggio originale degli anni '50 disegnato da Frank Hampson.
La rivista Computer and Video Games dedicò una copertina all'anteprima del videogioco in fase di sviluppo. Tuttavia il primo livello di cui parlava, dove Dan cattura dei satelliti prima di arrivare all'asteroide, alla fine venne eliminato dal gioco, perché per gli sviluppatori non risultò all'altezza del resto.
Secondo la testimonianza di Martin Wheeler, uno dei grafici, la squadra di fatto finì per creare due videogiochi diversi per le varie piattaforme, sviluppandoli in parallelo e scambiandosi idee. Non c'era un piano generale e non circolò un game design document; secondo Wheeler, nel periodo in cui lavorò alla Virgin non c'erano mai documenti del genere per nessun gioco.
Andy Wilson, designer e programmatore della versione Commodore 64, iniziò a lavorarci nella prima metà del 1985, andando avanti fino all'estate 1986. Per restare fedele alla natura del fumetto, non volle che nel gioco si usassero le armi. Introdusse l'animaletto Stripey, già personaggio del fumetto originale, ma l'aspetto cambiò abbastanza, da una specie di tapiro a una specie di canguro rimbalzante, quando il grafico Ian Mathias lo disegnò per stare in uno sprite quadrato. Per le "scazzottate" Wilson sostiene che la squadra giocava molto a Way of the Exploding Fist e questo ispirò l'introduzione del minigioco picchiaduro. Wilson ricorda che alcune idee, come l'effetto della torcia in un tratto di caverna buia, richiesero un alto tempo di sviluppo.
La versione ZX Spectrum fu iniziata più tardi e secondo Wheeler richiese meno tempo, circa quattro mesi, non contando il tempo speso dal programmatore Dave Chapman per sviluppare gli editor di livelli e di sprite.
Su suggerimento di Mathias, il minigioco di deviazione del laser della versione Commodore 64 divenne in seguito l'idea base per il videogioco Rebel della Gang of Five.

## Accoglienza
Dan Dare fu un deciso successo di critica in tutte le versioni, soprattutto ZX Spectrum e Commodore 64. Più bassa, ma comunque positiva, fu la valutazione media su Amstrad CPC.
La versione ZX Spectrum ricevette anche diversi riconoscimenti specifici dalle riviste britanniche: "gioco del mese" da Computer and Video Games, Crash Smash da Crash, "classico" da Sinclair User, Megagame da Your Sinclair, Monster Hit da ZX Computing. A dicembre 1986 guadagnò il secondo posto nella classifica britannica mensile delle vendite per Spectrum.